# Xã Roodhouse, Quận Greene, Illinois
Xã Roodhouse (tiếng Anh: Roodhouse Township) là một xã thuộc quận Greene, tiểu bang Illinois, Hoa Kỳ. Năm 2010, dân số của xã này là 2.241 người.